# Wienerfilharmonikernas nyårskonsert 2000

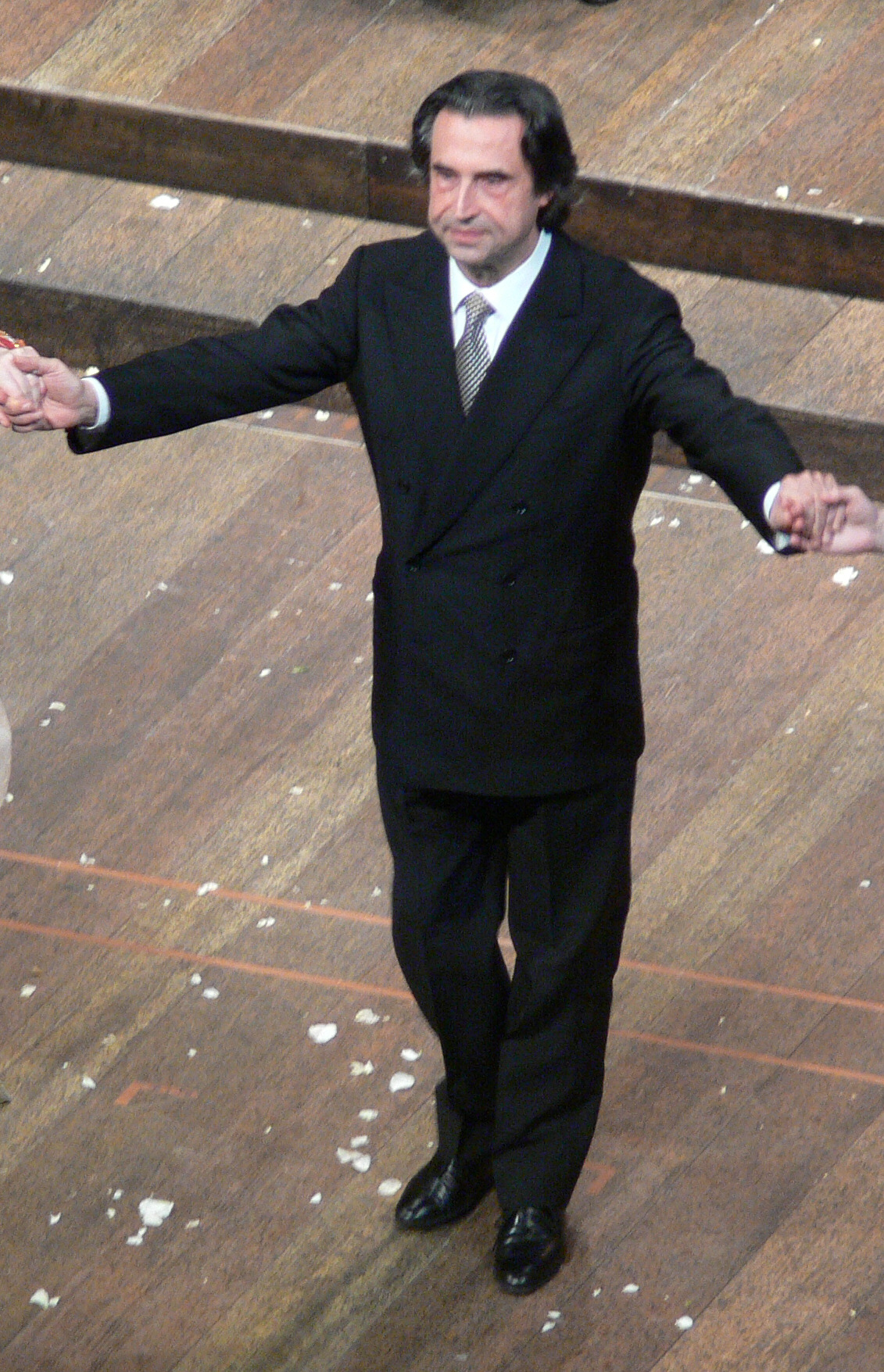
Riccardo Muti (2008)

Wienerfilharmonikernas nyårskonsert 2000 räknas som den 60:e nyårskonserten från Wien och ägde rum den 1 januari 2000 i Wiens Musikverein. Dirigent var Riccardo Muti, som även dirigerade konserterna åren 1993 och 1997. 

## Historia
Strikt räknat var det Wienerfilharmonikernas 55:e nyårskonsert, eftersom det inte var förrän 1946 som namnet introducerades. Dessutom var det den 61:a Årsskifteskonserten, då det vid årsskiftet 1939/40 gavs en Außerordentliches Konzert (extraordinär konsert) av Wienerfilharmonikerna, som dock ägde rum på nyårsafton 1939. Från 1941 dirigerades nyårskonserten av Clemens Krauss, med undantag för åren 1946 och 1947 då Krauss förbjöds att dirigera på grund av sin närhet till nazistregimen och ersattes av Strausspecialisten Josef Krips.
Efter Clemens Krauss död 1955 följde Willi Boskovsky, konsertmästare i Wienerfilharmonikerna, som dirigerade konserten 25 gånger i rad. Från 1980 till 1986 följde sju konserter med dirigenten Lorin Maazel, som tjänstgjorde som chef för Wiener Staatsoper från 1982 till 1984. Därefter beslutade Wienerfilharmonikerna att bjuda in en ny dirigent varje år.
Som har varit fallet varje år sedan 1980 var blomsterdekorationerna en gåva från den italienska staden San Remo.

## Program

### 1:a delen
1. Johann Strauss den yngre: Lagunen-Walzer, op. 411
2. Johann Strauss den yngre: Hellenen-Polka (schnell), op. 203
3. Johann Strauss den yngre: Albion-Polka, op. 102
4. Johann Strauss den yngre: Liebeslieder, Vals, op. 114
5. Johann Strauss den yngre: Csárdás ur operan Ritter Pásmán, op. 441
6. Eduard Strauss: Mit Extrapost, Polka schnell, op. 259

### 2:a delen
1. Franz von Suppé: Ouvertyr till Ein Morgen, ein Mittag, ein Abend in Wien
2. Eduard Strauss: Gruß an Prag, Polka française, op. 144
3. Johann Strauss den yngre: Wein, Weib und Gesang, Vals, op. 333
4. Johann Strauss den yngre: Persischer Marsch, op. 289
5. Josef Strauss: Die Libelle, Polka mazur, op. 204
6. Johann Strauss den yngre: Process-Polka (schnell), op. 294
7. Josef Strauss: Künstler-Gruß, Polka française, op. 274
8. Josef Strauss: Marien-Klänge, Vals, op. 214
9. Johann Strauss den yngre: Éljen a Magyar! Schnell-Polka, op. 332

### Extranummer
1. Johann Strauss den yngre: Vom Donaustrande, Polka schnell, op. 356
2. Johann Strauss den yngre: An der schönen blauen Donau, Vals, op. 314
3. Johann Strauss den äldre: Radetzkymarsch, op. 228

Verkförteckningen och verkens ordning finns på Wienerfilharmonikernas webbplats.

## Pausfilm
Regissören Georg Riha var ansvarig för den 24 minuter långa pausfilmen med titeln Elementare Bilderwelten / Visions of Austria. Musiken till pausfilmen skrevs av Werner Pirchner.

## Inspelningar
Dubbel-CD:n släpptes år 2000 av EMI Classics. Den första CD:n innehöll de första sex programnumren, medan den andra innehöll programnummer sju till 18. Året därpå var Muti och Wienerfilharmonikerna bland vinnarna av Amadeus Austrian Music Awards. De belönades för Årets klassiska album och Årets klassiska artist eller grupp/ensemble.

## Weblänkar
- Program för nyårskonserten 2000 på wienerphilharmoniker.at